# جوانا صوفيا البافارية
يوهانا صوفي البافارية (بالألمانية: Johanna Sophie von Bayern)‏ (1373 -15 نوفمبر 1410)؛ هي الابنة الصغرى لألبرخت الأول وزوجته الأولى مارغريت من بريخ، هي حفيدة الإمبراطور لودفيغ الرابع وزوجته الثانية مارغريت كونتيسة هولندا من والدها، وبذلك هي عضو من آل فيتلسباخ البافارية، أصبح والدها بعد وفاة والديه دوق بافاريا وكونت هولندا وكونت هينو وذلك بالمناصفة مع أخوته، في حين والدتها تعتبر عضو في أسرة بياست (الأسرة الملكية في بولندا)، وكما أن جدتها مارغريت تعتبر ابنة الصغرى لـ فاكلاف الثاني ملك بوهيميا وجوديث دي هابسبورغ.
منذ 1381 أصبحت مخطوبة من ألبرخت الصبور، وذلك لتسوية الخلاف بين والديهم، وافق والدها على تسليم 10000 بنس (عملة ألمانية القديمة من الذهب) مقابل إعطاء ألبرخت الثالث حصن ناترنبيرغ وحصن دغندورف.
أصبحوا متزوجين في 24 أبريل 1390، وأنجبت له ابنة وابن:-
- مارغريت (26 يونيو 1395، فيينا - 24 ديسمبر 1447)؛ تزوجت من هاينرخ السادس عشر دوق بافاريا، لهم ذرية.
- ألبرخت الثاني ملك ألمانيا.

زوجها غالباً ما دخل في صراعات مع أقربائها بداية من صهرها فنتسل الأول ملك ألمانيا وأخوه الغير شقيق سيغيسموند وكذلك ابن عمهم جوبست من مورافيا، والتي لم ينتهي إلا مع وفاته في 1404، لاحقاً رتبت يوهانا زواج لأبنائها بحيث أجرت مفاوضات مع ابن أخيها فريدرخ دوق بافاريا حول زواج ابنتها مارغريت من ابنه هاينرخ، الذين تزوجوا بعد عامين من وفاتها.
ابنها الوحيد ألبرخت الخامس لاحقاً سيتزوج من وريثة آل لوكسمبورغ إليسكا هي ابنة الإمبراطور سيغيسموند الوحيدة، بعد وفاة والدها أصبح ألبرخت ملك المجر ليكون أول ملك المجر من آل هابسبورغ، وأيضا أصبح ثاني ملك بوهيميا من أسرة، وكذلك استطاع إرجاع اللقب الملكي الذي كان مفقود منذ 1308، ولكن بسبب وفاته المبكرة فقد اللقب الإمبراطوري الذي ذهب لاحقاً إلى ابن عمه هابسبورغ فريدرخ الثالث.